# Marcel de Laborderie
Marcel de Laborderie, né le 11 janvier 1899 à Buenos Aires (Argentine) et mort le 8 août 1954 à Neuilly-sur-Seine, est un joueur international français de rugby à XV évoluant principalement au poste d'ailier et de centre des années 1910 jusqu'au milieu des années 1930. Il se reconvertit ensuite dans une carrière de journaliste sportif.

## Biographie

### Carrière de joueur en rugby à XV
Marcel Emmanuel François de Labrouhe de Laborderie compte quatre sélections en équipe de France entre 1921 et 1925 sous la direction du capitaine Adolphe Jauréguy. Il joue avec Yves du Manoir marquant un essai le 28 février 1925 durant le match Pays de Galles-France (11-5) à Cardiff. Il reste fidèle au Racing Club de France durant toute sa vie à l'exception d'une participation en 1918 à la Coupe de l'Avenir au sein d'une sélection du Comité de Paris.

### Journaliste sportif
Après l'arrêt de sa carrière sportive, Marcel de Laborderie devient journaliste sportif au quotidien Le Miroir des sports, puis à L'Équipe.

## Vie privée
Marcel de Laborderie se marie avec Simonne Rollet (1900-1978). De leur union naît Renaud de Laborderie, journaliste sportif.